# Grolsheim

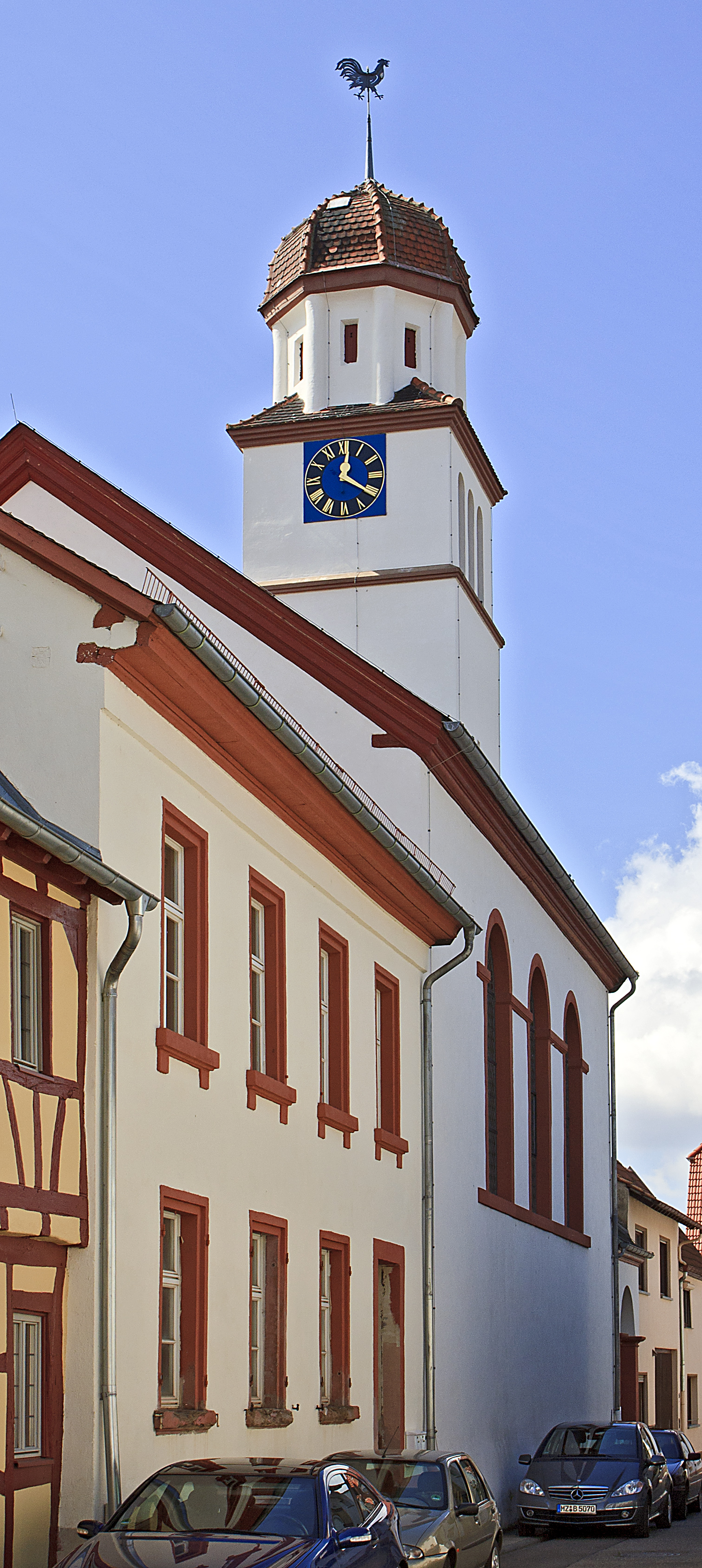
Das ehemalige Schulhaus und die evangelische Kirche

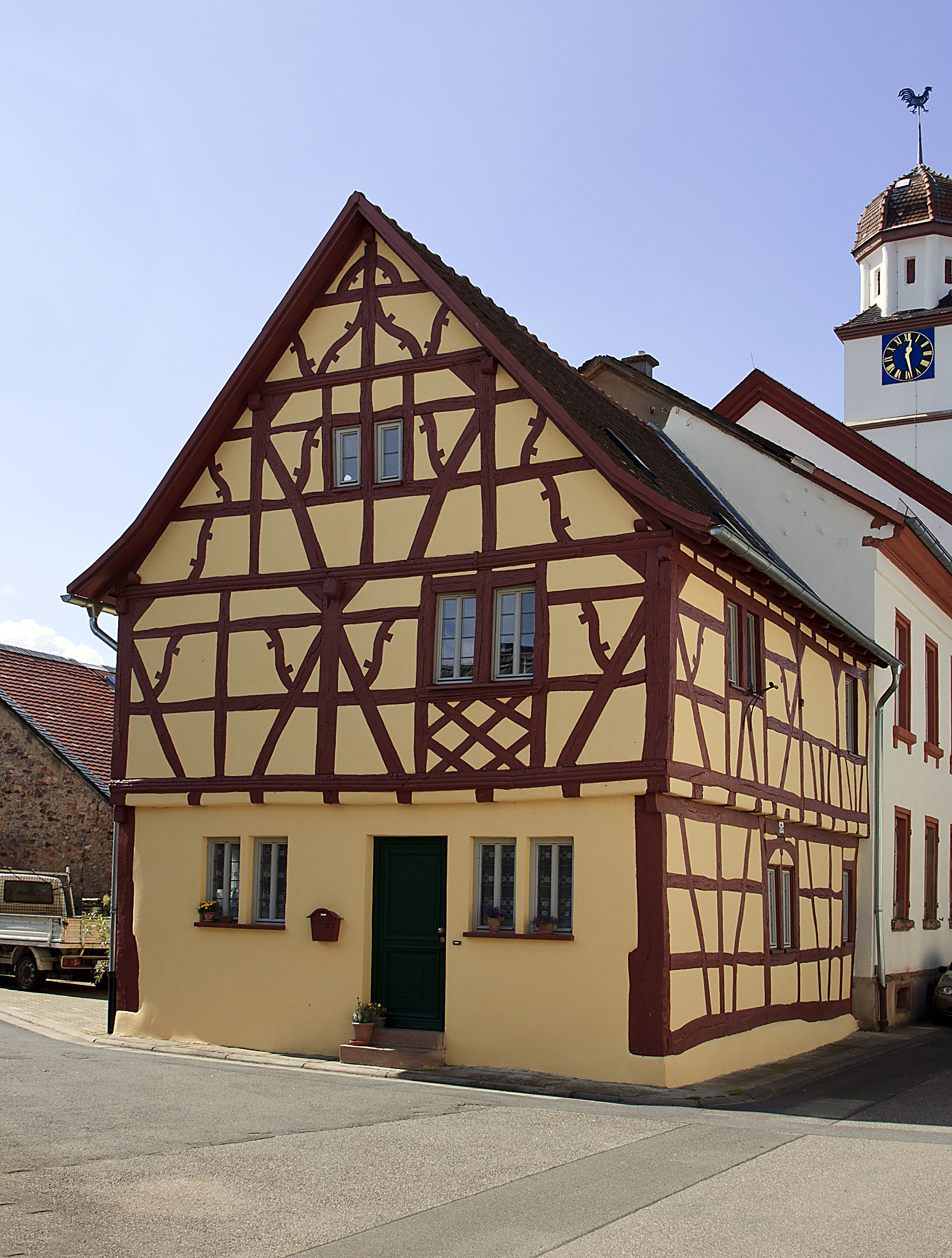
Das ehemalige Rathaus

Grolsheim ist eine Ortsgemeinde im Landkreis Mainz-Bingen in Rheinland-Pfalz. Sie gehört der Verbandsgemeinde Sprendlingen-Gensingen an, die ihren Verwaltungssitz in der Gemeinde Sprendlingen hat.

## Geographie
Grolsheim liegt in Rheinhessen zwischen Mainz und Bad Kreuznach an der Nahe. Zu Grolsheim gehört auch der Wohnplatz Katharinen-Mühle.

## Geschichte

### Mittelalter
Die älteste erhaltene Erwähnung des Ortes stammt von 772 als „Grandfesheim“. Überliefert ist das in der Abschrift einer Schenkungsurkunde an das Kloster Lorsch. Weitere frühe Ortsnamen waren „Graulfesheim“ (782) und „Graolfesheim“ (801).
Gegen Ende des 16. Jahrhunderts hatte der Ort 36 Häuser.
Vom 14. bis zum Ende des 18. Jahrhunderts gehörte Grolsheim zur Kurpfalz und lag dort im Oberamt Stromberg.

### Neuzeit
Nach der Einnahme des linken Rheinufers durch französische Revolutionstruppen wurde die Region 1793 von Frankreich annektiert. 
 Verzögert durch die Koalitionskriege wurde die Annexion erst nach 1797 konsolidiert, Grolsheim gehörte ab 1798 zum Département Donnersberg und dem dortigen Kanton Bingen. Gerichtlich war im Bereich des Kantons für die Zivilgerichtsbarkeit das Friedensgericht Bingen zuständig, für die Angelegenheiten der freiwilligen Gerichtsbarkeit bestanden Notariate.
Aufgrund 1815 auf dem Wiener Kongress getroffener Vereinbarungen und eines 1816 zwischen dem Großherzogtum Hessen, Österreich und Preußen geschlossenen Staatsvertrags kam Rheinhessen, und damit auch Grolsheim, zum Großherzogtum Hessen, das dieses neu erworbene Gebiet als Provinz Rheinhessen organisierte. Nach der Auflösung der Kantone in der Provinz 1835 lag Grolsheim im neu errichteten Kreis Bingen.
Das bis dahin für Grolsheim zuständige Friedensgericht Bingen wurde 1879 aufgelöst und durch das Amtsgericht Bingen ersetzt.
Nach dem Zweiten Weltkrieg gehörte die Gemeinde zur französischen Besatzungszone und wurde 1946 Teil des neu gebildeten Landes Rheinland-Pfalz.

### Bevölkerungsentwicklung
Die Entwicklung der Einwohnerzahl von Grolsheim, die Werte von 1871 bis 1987 beruhen auf Volkszählungen:
| Jahr | Einwohner |
| ---- | --------- |
| 1815 | 195       |
| 1835 | 292       |
| 1871 | 290       |
| 1905 | 314       |
| 1939 | 304       |

| Jahr | Einwohner |
| ---- | --------- |
| 1950 | 377       |
| 1961 | 448       |
| 1970 | 572       |
| 1987 | 778       |
| 1997 | 896       |

| Jahr | Einwohner |
| ---- | --------- |
| 2005 | 1.167     |
| 2011 | 1.232     |
| 2017 | 1.283     |
| 2023 | 1.352     |

## Politik

### Gemeinderat
Der Gemeinderat in Grolsheim besteht aus 16 Ratsmitgliedern, die bei der Kommunalwahl am 9. Juni 2024 in einer personalisierten Verhältniswahl gewählt wurden, und dem ehrenamtlichen Ortsbürgermeister als Vorsitzendem. Die 16 Sitze im Gemeinderat verteilen sich auf drei Wählergruppen.
| Wahl | WG 1 | WG 2 | WG 3 | WG 4 | WG 5 | Gesamt   |
| ---- | ---- | ---- | ---- | ---- | ---- | -------- |
| 2024 | –    | –    | 4    | 4    | 8    | 16 Sitze |
| 2019 | 4    | –    | 3    | 9    | –    | 16 Sitze |
| 2014 | 11   | –    | 5    | –    | –    | 16 Sitze |
| 2009 | 7    | 5    | 4    | –    | –    | 16 Sitze |

- WG 1 = Wählergruppe Hahn-Axt
- WG 2 = Wählergruppe Daum
- WG 3 = Wählergruppe Bensch
- WG 4 = Wählergruppe Hang
- WG 5 = Wählergruppe Rybarczyk

### Bürgermeister
Florian Hanau wurde am 7. Oktober 2022 Ortsbürgermeister von Grolsheim. Bei der Direktwahl am 25. September 2022 war er mit einem Stimmenanteil von 61,66 % gewählt worden. Bei der Direktwahl am 9. Juni 2024 setzte er sich mit einem Stimmenanteil von 68,4 % gegen eine Mitbewerberin durch und wurde damit für weitere fünf Jahre im Amt bestätigt.
Hanaus Vorgänger Matthias Hang hatte das Amt am 18. Juni 2019 übernommen. Er war bei der Direktwahl am 26. Mai 2019 mit einem Stimmenanteil von 63,77 Prozent für fünf Jahre gewählt worden. Er löste die bisherige Ortsbürgermeisterin Heidi Hahn-Axt ab. Mitte 2022 kündigte Hang jedoch an, das Amt aus gesundheitlichen Gründen mit Wirkung zum 30. September 2022 vorzeitig niederzulegen.

## Wirtschaft und Infrastruktur
- Das Gewerbegebiet Bingen/Grolsheim verfügt über einen eigenen Autobahnanschluss. Folgedessen haben sich hier die Speditionen Rhenus und Kühne + Nagel angesiedelt. K+N betreibt das Zentrallager für Weber-Stephen Deutschland.

### Verkehr
- Die Gemeinde liegt an der Landesstraße 400 (alte Bezeichnung: Bundesstraße 50). Die Bundesautobahn 61 verläuft in unmittelbarer Nähe.
- Durch die Buslinie 233 zwischen Bingen und Bad Kreuznach ist Grolsheim an den öffentlichen Personennahverkehr angeschlossen.